# Eugenio d'Ors
Eugeni d'Ors i Rovira (Barcelona, 28 de setembro de 1881 — Vilanova i la Geltrú, 25 de setembro de 1954) foi escritor, jornalista, filósofo e crítico de arte espanhol.

## Vida
Ele estudou direito em Barcelona e recebeu seu doutorado em Madrid.
Colaborou desde 1906 em La Veu de Catalunya e foi membro do Catalan Noucentisme. Foi secretário do Institut d'Estudis Catalans em 1911 e diretor da Instrucció Pública de la Mancomunitat de Catalunya (Comunidade da Catalunha) em 1917, mas saiu em 1920 após a morte de Enric Prat de la Riba. Em 1923 mudou-se para Madrid, onde se tornou membro da Real Academia Española em 1927. Em 1938, durante a Guerra Civil Espanhola, foi Diretor Geral de Belas Artes do governo provisório franquista em Burgos.
Ele era o pai do famoso jurista, historiador e teórico político espanhol Álvaro d'Ors, e avô de Juan d'Ors.

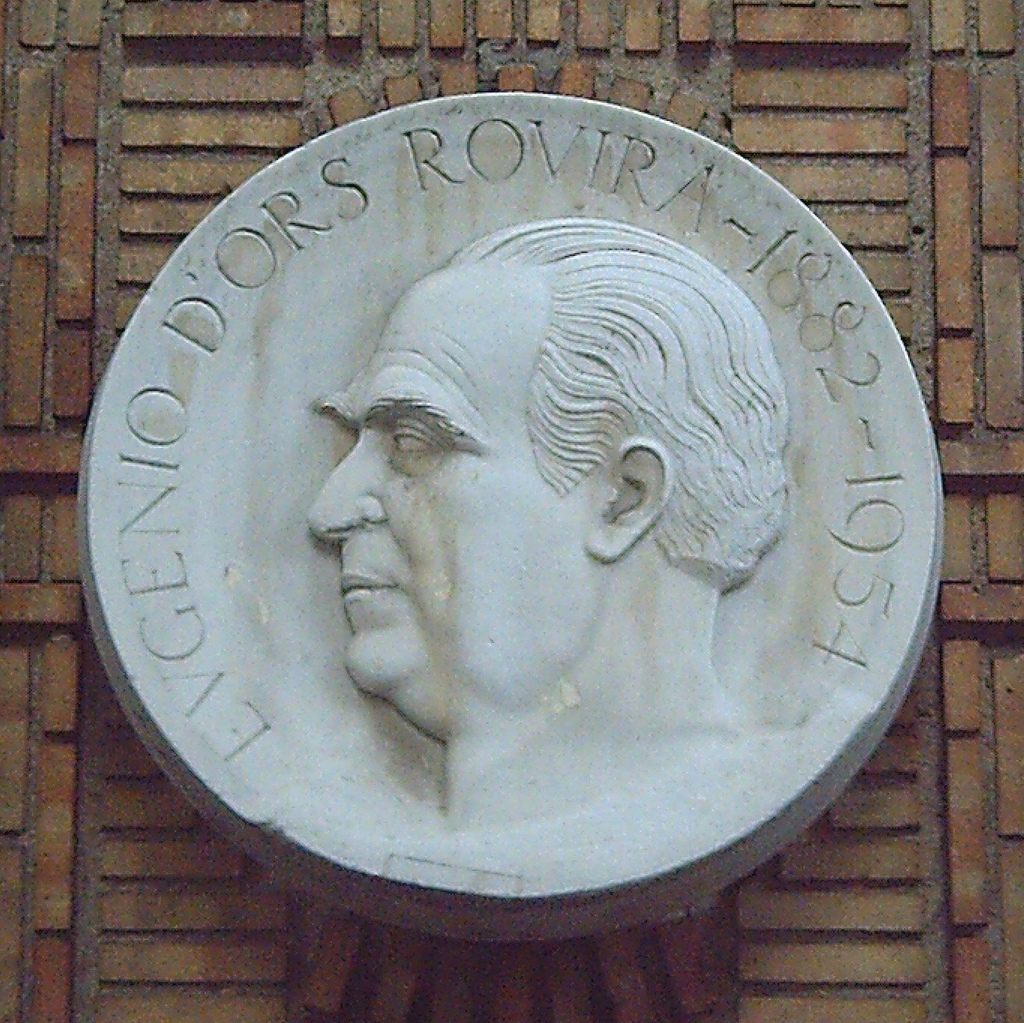
Medalhão com relevo de perfil de D'Ors, de F. Marés. Detalhe do monumento a ele dedicado em Madrid (1963)

## Obras
- La muerte de Isidro Nonell. (1905) Madrid: Ediciones "El Banquete", 1905.
- La ben plantada. (1911) Barcelona: Edicions 62 i "la Caixa", 1992, Traducción al castellano: Barcelona: Planeta, 1982.
- La Filosofía del hombre que trabaja y que juega (1914). Madrid: Libertarias/Prodhufi, 1995.
- Flos Sophorum. Ejemplario de la vida de los grandes sabios. Barcelona: Seix Barral, 1914.
- De la amistad y del diálogo. (1914) Madrid: Publicaciones de la Residencia de Estudiantes, 1919.
- Aprendizaje y heroísmo. Madrid: Publicaciones de la Residencia de Estudiantes, 1915.
- Una Primera Lección de Filosofía. (1917) Madrid: La Lectura, 1926.
- Oceanografía del Tedi. Barcelona: Quaderns d'Estudis, 1918 / Barcelona: Selecta, 1948 / Barcelona: Edicions 62, 1988 / Barcelona: Quaderns Crema, 1994.
- Grandeza y servidumbre de la inteligencia. Madrid: Publicaciones de la Residencia de Estudiantes, 1919.
- El valle de Josafat. Madrid: Athenea, 1921 / Madrid: Espasa Calpe, 1946. (Trad. Rafael Marquina).
- Tres horas en el Museo del Prado. Itinerario estético. (1922) Madrid: Editorial América Ibérica, 1992.
- Introducción a la filosofía. Buenos Aires: Agencia General de librería y publicaciones, 1921.
- Cuando ya esté tranquilo. Madrid: Renacimiento, 1930.
- Introducción a la vida angélica. Buenos Aires: Editoriales Reunidas, 1939 / Madrid: Tecnos, 1986.
- Gnómica. Madrid: 1941.
- Epos de los Destinos. Madrid: Editora Nacional, 1943.
- La civilización en la historia. La Historia del Mundo en 500 palabras. Madrid: Ediciones Españolas, 1943.
- Lo barroco. Madrid: Aguilar, 1944 / Madrid: Tecnos, 1993.
- Mis salones. Madrid: Aguilar, 1945.
- Estilos del pensar. Madrid: Ediciones y Publicaciones Españolas, 1945.
- Index Sum. Madrid: Aguilar, 1946.
- El secret de la filosofía. Barcelona: Aguilar, 1947.
- Obra catalana completa. (1906-1910) Barcelona: Selecta, 1950.
- La verdadera historia de Lidia de Cadaqués. Barcelona: José Janés, 1954.
- La ciencia de la cultura. Madrid: Rialp, 1964.
- Cartas a Tina. Barcelona: Plaza & Janés, 1967.
- Glosari. (1915-1917) Barcelona: Quaderns Crema, 1990.
- Papers anteriors al Glosari. (1887-1906) Barcelona: Quaderns Crema, 1994.
- Novísimo Glosario. (1944-1945) Madrid: Aguilar, 1946.
- Nuevo Glosario. (1920-1943) Madrid: Aguilar, 1947.
- El apasionado mundo del atado de zapatillas. Madrid: Ediciones y Publicaciones Españolas, 1975.
- Ricardo Parellada, ed. (2009). Las aporías de Zenón de Elea y la noción moderna del espacio-tiempo 1 ed. [S.l.]: Encuentro. 144 páginas. ISBN 9788474909555
- Confesiones y recuerdos. [S.l.]: Editorial Pre-Textos. 2000
- La vida breve. [S.l.]: Editorial Pre-Textos. 2003

Poesia
- De la ermita al Finisterre. Granada: Comares, 1998.

Teatro
- Guillermo Tell, 1926.
- El nou Prometeu encadenat. Barcelona: Edicions 62, 1966.